# Nădlac

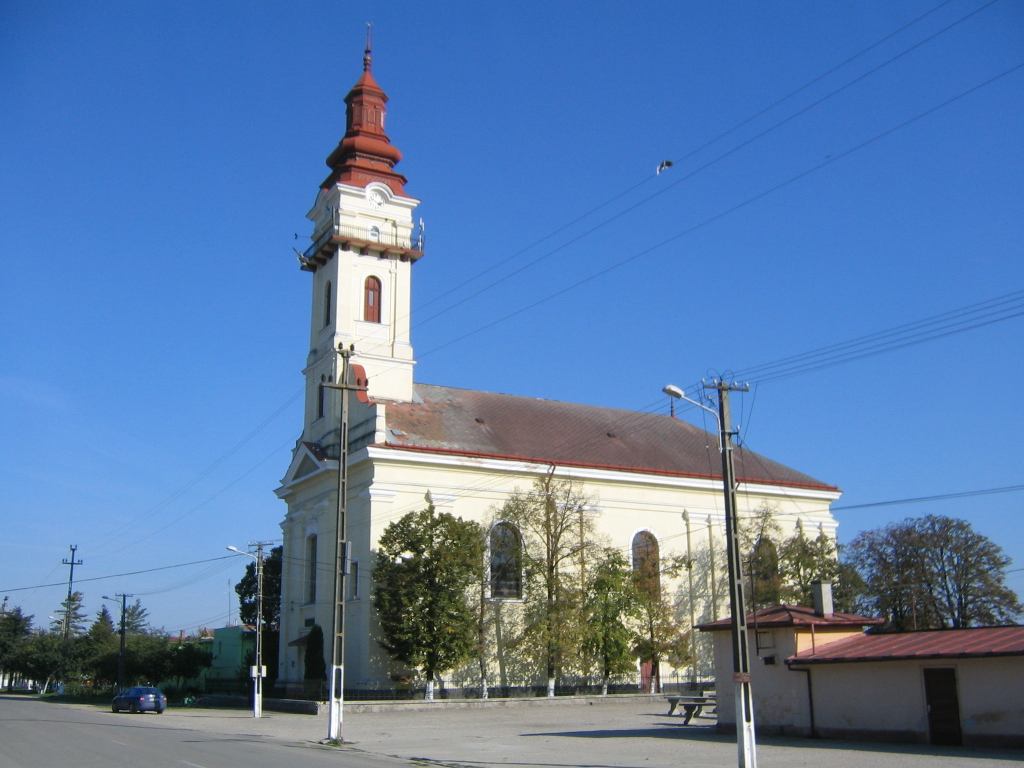
Nadlak

Nădlac (maďarsky Nagylak, slovensky Nadlak) je rumunské město v župě Arad v Sedmihradsku s 8 154 obyvateli.
Nădlac je nejvýznamnější hraniční přechod ze západního Rumunska do Maďarska. Téměř polovina obyvatel se hlásí ke slovenské národnosti (jde o centrum evangelických Slováků v Rumunsku).

## Demografie
- Slováci – 47,64 %
- Rumuni – 44,50 %
- Maďaři – 3,55 %
- Romové – 2,53 %
- Ostatní – 1,75 %

## Partnerská města
- Nový Bydžov, Česko
- Brezno, Slovensko
- Budmerice, Slovensko
- Magyarcsanád, Maďarsko
- Nagylak, Maďarsko
- Tótkomlós, Maďarsko